# Jan Tuček
Jan Tuček est un karatéka tchèque connu surtout pour avoir remporté une médaille de bronze aux championnats du monde de karaté 2002 à Madrid, en Espagne.

## Palmarès
- 21 novembre 2002 :  Médaille de bronze en kumite individuel masculin plus de 80 kilos aux championnats du monde de karaté 2002 à Madrid, en Espagne[1].
- 13 mai 2005 :  Médaille d'argent en kumite individuel masculin plus de 80 kilos aux championnats d'Europe de karaté 2005 à Tenerife, en Espagne[2].
- 2006 : Septième en kumite individuel masculin plus de 80 kilos aux championnats du monde de karaté 2006 à Tampere, en Finlande[3].

## Référence
1. ↑  (en) « 16th World Championships (2002) », Fédération mondiale de karaté.
2. ↑  (en) « Jan Tuček », Karate Records.
3. ↑  (en) « World Championship 2006 Results », Fédération mondiale de karaté.